# Наквасін
Наквасін (пол. Nakwasin) — село в Польщі, у гміні Мала Весь Плоцького повіту Мазовецького воєводства.
Населення — 265 осіб (2011).
У 1975-1998 роках село належало до Плоцького воєводства.

## Демографія
Демографічна структура станом на 31 березня 2011 року:
|          | Загалом | Допрацездатний вік | Працездатний вік | Постпрацездатний вік |
| -------- | ------- | ------------------ | ---------------- | -------------------- |
| Чоловіки | 129     | 37                 | 75               | 17                   |
| Жінки    | 136     | 41                 | 66               | 29                   |
| Разом    | 265     | 78                 | 141              | 46                   |